# Yanıkkaya, Kozluk
Yanıkkaya là một xã thuộc huyện Kozluk, tỉnh Batman, Thổ Nhĩ Kỳ. Dân số thời điểm năm 2011 là 954 người.